# Patrik Szabó
Patrik Szabó (ur. 27 października 1992 roku) – węgierski zapaśnik walczący w stylu klasycznym.
Zajął dziewiętnaste miejsce na mistrzostwach Europy w 2016. Dwunasty na igrzyskach europejskich w 2015. Piąty w Pucharze Świata w 2015 roku.